# Gran Hermano Dúo
Gran Hermano Dúo (conegut també simplement com GH Dúo) és un programa de televisió del gènere reality show produït per Zeppelin TV i Mediaset España per a la seva emissió a Telecinco.
Durant diverses setmanes diferents parelles i trios formats per concursants famosos conviuen a la casa de Guadalix de la Sierra mentre intenten superar les expulsions que l'audiència decideix periòdicament i així aconseguir el premi final, amb un únic i individual guanyador/a.

## Format[calcitació]
Un grup constituït per parelles o trios de concursants famosos conviu en una casa on els seus membres són gravats per càmeres i micròfons durant les 24 hores del dia. Aquests duos/trios tenen o van tenir una història d'amor o tenen comptes pendents per resoldre. Per tot això, a diferència de Gran Hermano i Gran Hermano VIP, aquest format compta amb elements i estades que permeten als concursants gaudir de moments en parella. De la mateixa manera, el programa disposa d'una sala que serveix perquè els concursants que tinguin algun conflicte ho solucionin i una altra per rebre visites de l'exterior.
Així mateix, els habitants de la casa tenen totalment prohibit qualsevol mena de contacte amb l'exterior, i només poden rebre ajuda psicològica si ells així ho desitgen. La durada del programa és de 3 mesos, aproximadament.
Com a obligació, els concursants tenen diferents tasques per mantenir la casa neta i han de superar les proves setmanals proposades per l'organització per obtenir diners per poder fer la compra de menjar setmanal. Els concursants reben un pressupost setmanal per adquirir menjar i altres productes, que varia segons els facin. Igualment, duen a terme proves cada setmana que serveixen per establir els caps de la casa, que gaudeixen d'alguns privilegis com la immunitat, l'intercanvi de nominats o l'estada a la suite.
Cada setmana hi ha nominacions, en què els duos/trios de concursants donen els noms de les dues parelles/trios que volen veure fora de la casa. Finalment, els duos/trios que obtenen la puntuació més alta són els nominats, encara que els membres de cada parella/trio nominat s'exposen de manera individual a l'expulsió. Després d'una setmana d'espera, se'ls comunica la decisió de l'audiència, que ha estat votant per decidir qui ha de ser expulsat. En aquell mateix instant, el concursant elegit ha d'abandonar la casa i dirigir-se a plató per sotmetre's a una entrevista sobre el concurs. Cal destacar que quan les parelles de dos concursants són expulsades, aquests concursants, els que romanen a la casa, formen un nou duo. Aquesta mecànica es manté aproximadament fins a la meitat del concurs quan arriba un moment en què les parelles són dissoltes i els habitants de la casa comencen a concursar de manera individual. L'últim participant que romangui a casa serà el guanyador d'una substancial suma de diners.

## Gran Hermano Dúo 1(2019)
- 8 de gener de 2019 - 11 d'abril de 2019 (93 dies).

Després de les reeixides edicions de Supervivientes 2018 i Gran Hermano VIP 6, i degut també a la suspensió per temps indefinit d'una hipotètica dinovena temporada de Gran Hermano, Mediaset España va decidir ocupar el seu espai reservat per als realities del primer trimestre del 2019 amb Gran Hermano Dúo. Aquest programa seguiria una mecànica similar a la de Gran Hermano VIP, encara que en aquest cas els concursants participarien per parelles o trios, ja que comptaria amb parelles sentimentals i exparelles que haurien de concursar junts, i realitzarien proves relacionades amb aquestes.
Així mateix, el format va voler comptar amb el presentador habitual dels realities de Telecinco, Jorge Javier Vázquez, com a conductor de les gales de Gran Hermano Dúo i els seus Límite 48 Horas (que posteriorment van passar a anomenar-se Límite 24 Hores) després de canviar l'emissió del programa als dimecres). Per als debats i les connexions d'última hora, la cadena i la productora van confiar en Jordi González, presentador habitual dels debats de Gran Hermano i de tres edicions de Gran Hermano VIP. Però, l'onzena gala, Jorge Javier va ser hospitalitzat per un problema de salut, cosa que el va obligar a cancel·lar els seus compromisos professionals. Després del seu ingrés, el presentador va ser operat en haver-li estat detectat un aneurisme congènit que havia desembocat en una petita hemorràgia, a més de patir un ictus, fet que li va impedir conduir els seus programes de televisió durant diverses setmanes en haver de guardar repòs, de tal manera que va ser substituït a Gran Hermano Dúo per Jordi González.
Pel que fa als concursants, durant la final de la sisena edició de Gran Hermano VIP, Telecinco va confirmar l'arribada del format amb la visita d'Irene Rosales i Kiko Rivera a la casa, que es convertirien en la primera parella de concursants oficials de GH Dúo. El 26 de desembre de 2018, durant l'emissió de El programa de Ana Rosa, es va confirmar la participació d'Antonio Tejado i Candela Acevedo. Dos dies després, Sálvame va anunciar a Ylenia Padilla com a concursant, deixant a l'aire la identitat de la seva parella fins a l'inici de l'edició. Ja el 2019, Ya es mediodía, va confirmar el 2 de gener a Sofia Suescun i Alejandro Albalá, mentre que Yurena va ser anunciada a Sálvame el dia 4 sense revelar la identitat de la seva parella parella de concurs. La resta de concursants, inclosos els acompanyants de Ylenia i Yurena, van ser revelats durant la gala d'estrena l'edició.

### Presentadors
Els presentadors d'aquesta edició són Marta Flich (gales Setmanals) i Ion Aramendi (debats).

## Palmarès
| Edició             | Data d'Emissió | Presentador                           | Cadena    | Guanyadora       | Subcampió   | Tercer           |
| ------------------ | -------------- | ------------------------------------- | --------- | ---------------- | ----------- | ---------------- |
| Gran Hermano Dúo 1 | 2019           | Jorge Javier Vázquez / Jordi González | Telecinco | María Jesús Ruiz | Kiko Rivera | Alejandro Albalá |
| Gran Hermano Dúo 2 | 2024           | Marta Flich                           | Telecinco | Lucía Sánchez    | Asraf Beno  | Manuel González  |

## Audiència
| Edició             | Programes | Data d'Emissió | Cadena    | Espectadors | Quota | Final |
| ------------------ | --------- | -------------- | --------- | ----------- | ----- | ----- |
| Gran Hermano Dúo 1 | 16        | 2019           | Telecinco | 2 838 000   | 26,4% | 33,9% |
| Gran Hermano Dúo 2 | 10        | 2024           | Telecinco | 999 000     | 13,1% | 18,4% |